# Parafia Trójcy Przenajświętszej w Wiśniewie
Parafia Trójcy Przenajświętszej w Wiśniewie – mariawicka parafia diecezji lubelsko-podlaskiej, Kościoła Starokatolickiego Mariawitów w RP. W statystykach rzymskokatolickiej parafii Trójcy Świętej w Wiśniewie, parafia mariawicka liczy 1715 wiernych.
Siedziba parafii i diecezji oraz kościół parafialny znajduje się w Wiśniewie, w gminie Jakubów, powiecie mińskim, województwie mazowieckim. Proboszczem parafii jest ks. Czesław Maria Zbigniew Nawara.
Kościół mariawicki pw. Trójcy Przenajświętszej w Wiśniewie jest też główną świątynią diecezji lubelsko-podlaskiej.

## Historia
Za organizatora parafii przyjmuje się księdza Wawrzyńca Rostworowskiego, który jeszcze przed przybyciem do Wiśniewa, zetknął się z ukrytym ruchem mariawickim. Przyjął zasady tego ruchu i stał się gorliwym kapłanem szerzącym Dzieło Miłosierdzia. Profesję w Zgromadzeniu mariawickim wykonał 17 października 1900. To wydarzenie pociągnęło za sobą późniejsze konsekwencje w postaci karnego zesłania w 1903 na stanowisko proboszcza w Wiśniewie. Parafia była na tyle oddalona od innych ośrodków kościelnych, w tak złym stanie duchowym, że nie dawała proboszczowi wielkich możliwości działania. Duch mariawicki zmienił oblicze parafii. Gdy doszło do rozłamu z papiestwem w 1906, cała niemal parafia opowiedziała się za mariawityzmem. Kapłan Wawrzyniec otrzymał jako zakonnik i duchowny mariawicki imiona Maria Franciszek, nawiązując do tradycji św. Franciszka z Asyżu. Właśnie w uroczystość św. Franciszka (4 października 1906) położono kamień węgielny pod nowy kościół mariawicki. Dokładnie rok później została poświęcona nowa świątynia. 4 października 1907 kapłan Leon Maria Andrzej Gołębiowski z Łodzi w obecności 15 kapłanów mariawickich poświęcił nowy kościół parafialny w Wiśniewie. W tym dniu przeniesiono Przenajświętszy Sakrament z kaplicy do nowej świątyni. W uroczystości wzięło udział 15 tysięcy wiernych.
Parafia za sprawą swojego proboszcza rozwijała się bardzo szybko. Do pierwszej wojny światowej na jej terenie wybudowano pięć budynków w których znalazły pomieszczenie: dom zakonny żeński, szkoła, dwie ochronki dla dzieci, sklep, warsztaty usługowe (koszykarski, tkacki, szewski, introligatorski), łaźnia publiczna, przytułek i szpitalik, biblioteka i czytelnia, spółka pożyczkowo-oszczędnościowa, a także budynki gospodarcze dla ponad 40-morgowego gospodarstwa rolnego. Wiele rodzin przyczyniło się do rozrostu materialnego parafii ofiarując jej swoje grunty. Działania zbrojne pierwszej wojny ominęły leżącą na uboczu parafię, nie powodując zniszczeń. Została jednak zahamowana aktywność misyjna mariawityzmu. Tragedia wiśniewskich mariawitów rozegrała się w sierpniu 1944, kiedy to nacierająca ze wschodu Armia Czerwona zepchnęła wojska niemieckie z głównego szlaku Brześć–Warszawa. Cofały się one wzdłuż linii Sokołów–Dobre–Stanisławów. Parafia znalazła się pomiędzy walczącymi wojskami. Od 2 sierpnia 1944 przez dwa tygodnie Wiśniew i jego okolice stały się terenem zmagań niemiecko-radzieckich. W wyniku walk zniszczeniu uległ kościół mariawicki. Zdewastowano i rozkradziono majątek klasztorny. Spłonął cały majątek parafii, a także duma wiśniewian – jedyne organy w przedwojennych kościołach mariawickich. Tak poważne straty nie wpłynęły negatywnie na postawę mariawirów, którzy dokładali wszelkich starań by parafia powróciła do przedwojennego stanu. Najważniejsza była pilna odbudowa budynku kościelnego. Parafianie z całym poświęceniem rozpoczęli odbudowę kościoła. Dzięki tym staraniom już w lecie 1945 stanęły na murach kościelnych wiązania dachowe i zbudowano prowizoryczny ołtarz. Jesienią 1946 wszystkie nabożeństwa zostały przeniesione do kościoła. Dwa lata później zbudowano nowy ołtarz (jednak bez konfesji, która jest charakterystyczną dla kościołów mariawickich), balustradę oraz rozpoczęto budowę ławek wzorowanych na tych z płockiej Świątyni.
W 1956 zmarł założyciel wiśniewskiej parafii, biskup Maria Franciszek Rostworowski. Biskup Franciszek został pochowany na cmentarzu przykościelnym w Wiśniewie. W dniu 4 października 1956 kościół został ponownie uroczyście konsekrowany. Wszyscy kapłani pełniący funkcję proboszczów parafii przyczynili się, wraz z wiernymi, do jej rozwoju duchowego i materialnego oraz do nadania świątyni parafialnej i jej otoczeniu przedwojennego charakteru. Ostatnie dziesięciolecie obfitowało w prace remontowo-budowlane. W tym czasie parafianie wraz z proboszczem podjęli się przeprowadzenia remontu organów. We wnętrzu świątyni stanęła także konfesja nad ołtarzem. Została odbudowana po 63 latach na wzór pierwotnej i poświęcona przez biskupów Kościoła Starokatolickiego Mariawitów podczas uroczystości.

## Nabożeństwa
Kościoły i kaplice parafialne (z odległościami od kościoła parafialnego):
- Abramy–Szembory (5,1 km)
  - Adoracja miesięczna i nabożeństwo – 26. dnia każdego miesiąca
- Czarnogłów (5,2 km)
  - Nabożeństwo w pierwszą niedzielę miesiąca o godz. 14.00
- Wólka Kałuska (3 km)
  - Nabożeństwo w trzecią niedzielę miesiąca o godz. 14.00
- Wólka Mlęcka (8,2 km)
  - Nabożeństwo w drugą niedzielę miesiąca o godz. 14.00
- Turek (2,6 km)
  - Nabożeństwo w czwartą niedzielę miesiąca o godz. 14.00
- Wiśniew
  - Nabożeństwa niedzielne o godz. 8.30, 11.30
  - Nabożeństwo w dni powszednie o godz. 8.00
  - Adoracja tygodniowa – w każdy czwartek
  - Adoracja miesięczna – 5. dnia każdego miesiąca
  - Adoracja młodzieżowa – 3. sobota miesiąca o godz. 18:00

Kaplice parafialne
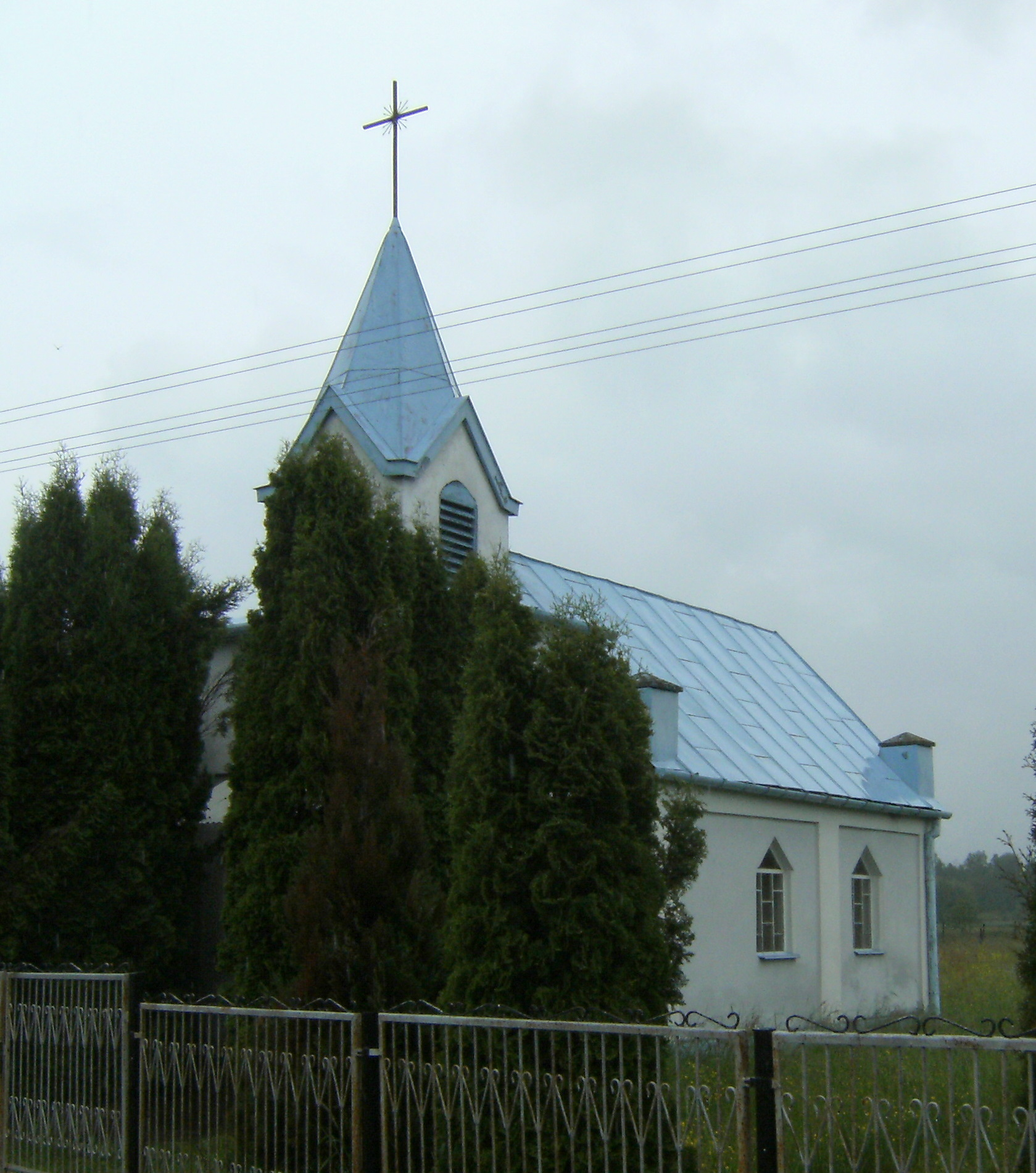
Abramy–Szembory
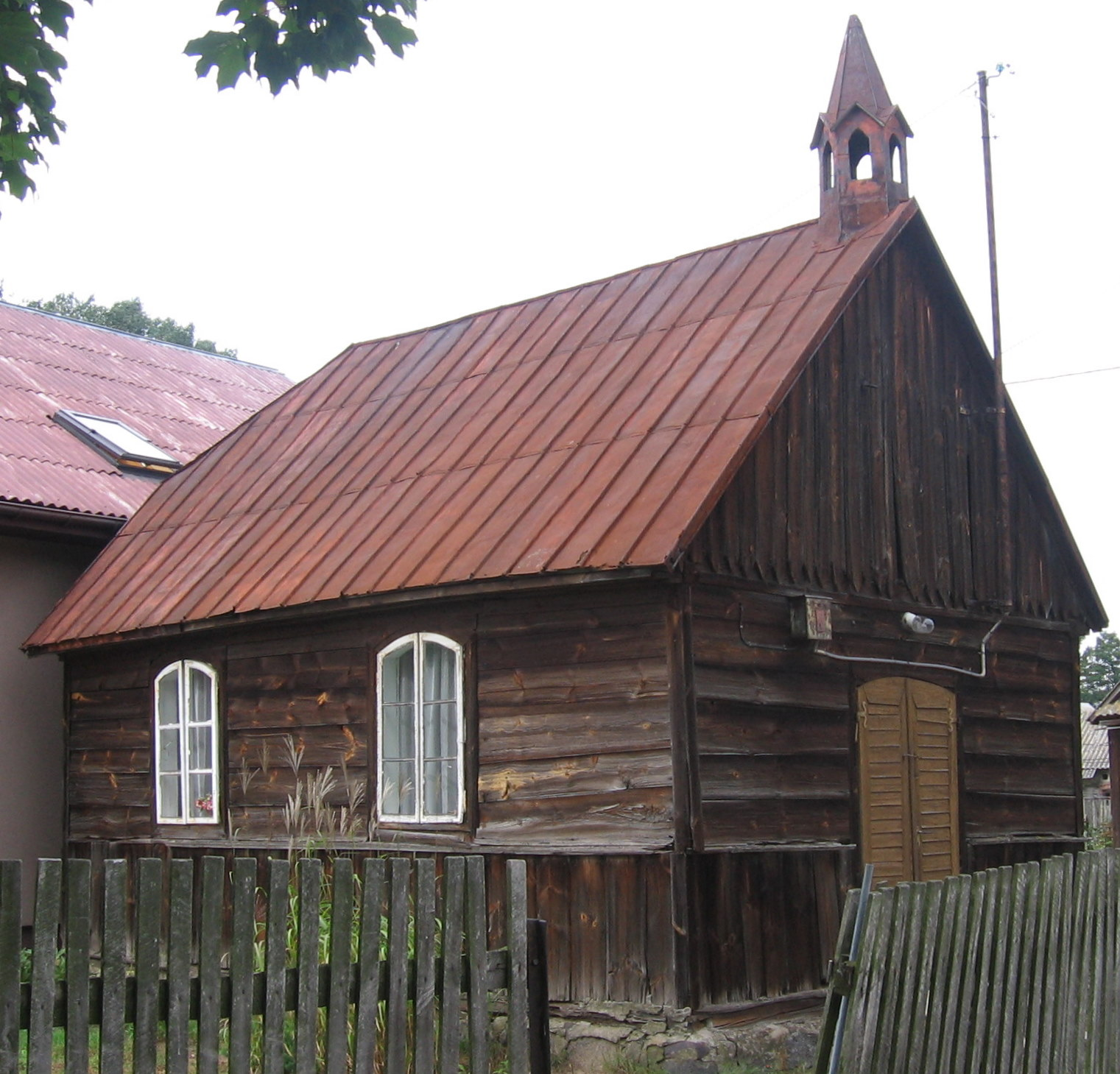
Czarnogłów
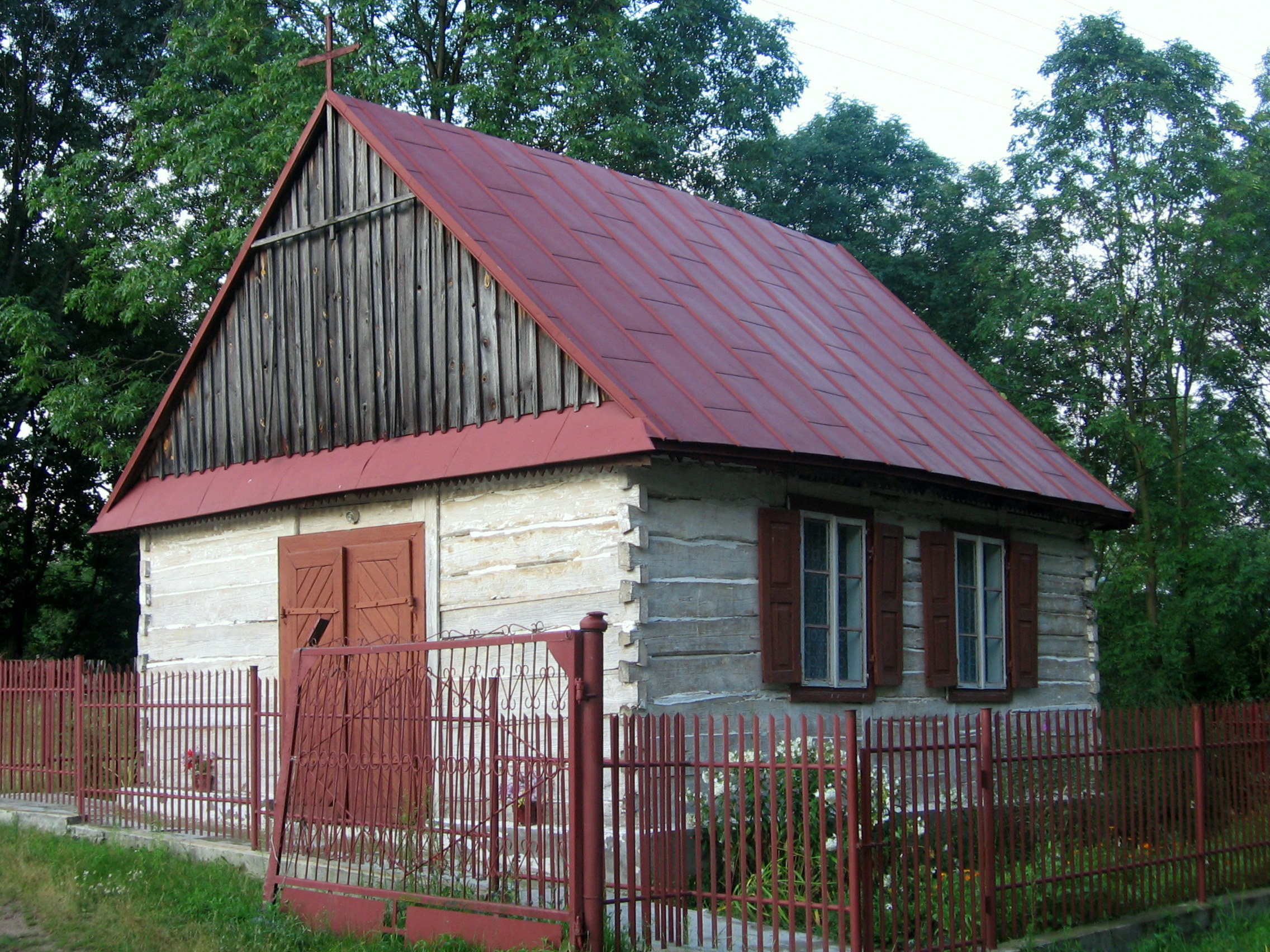
Wólka Kałuska
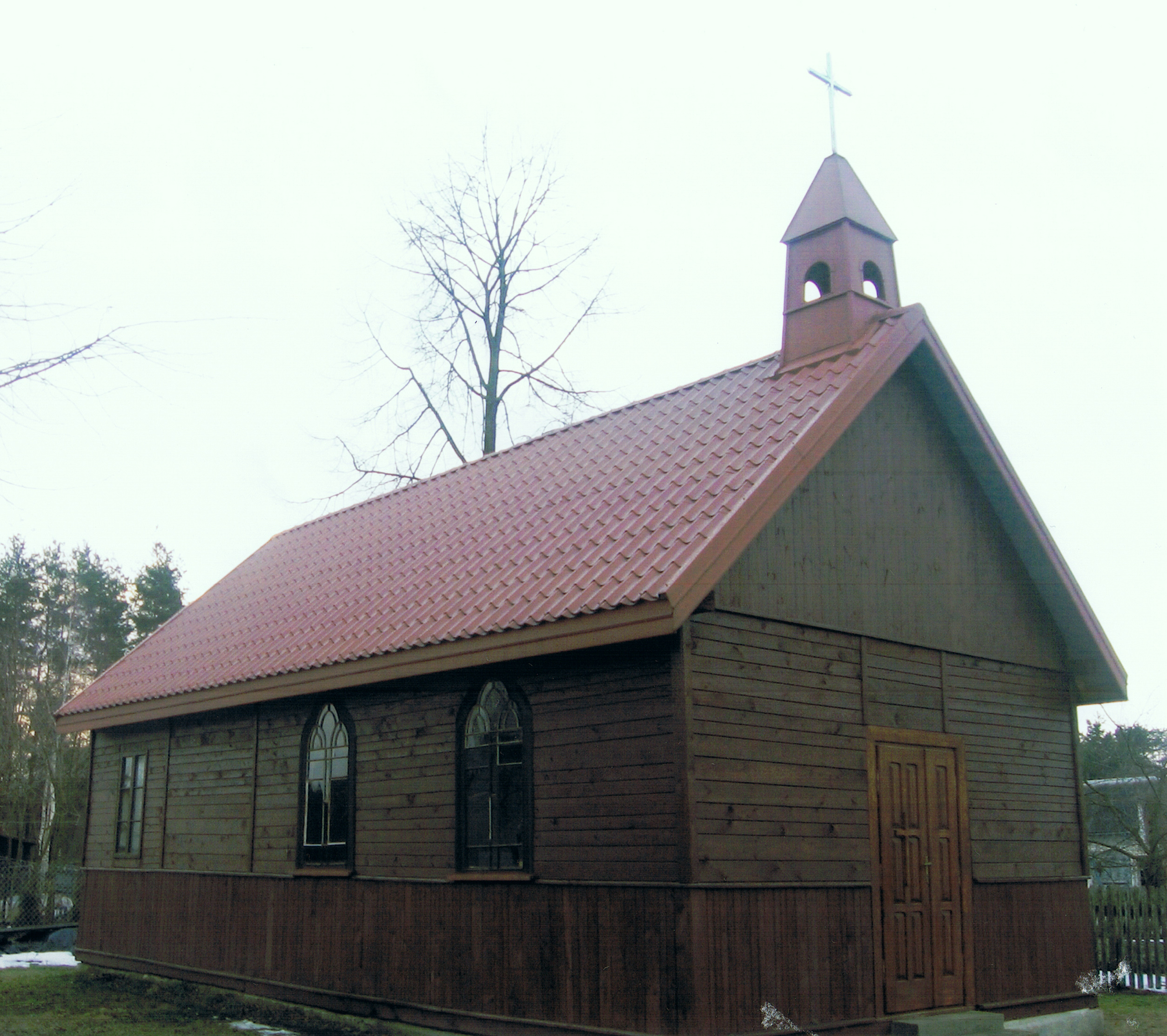
Wólka Mlęcka
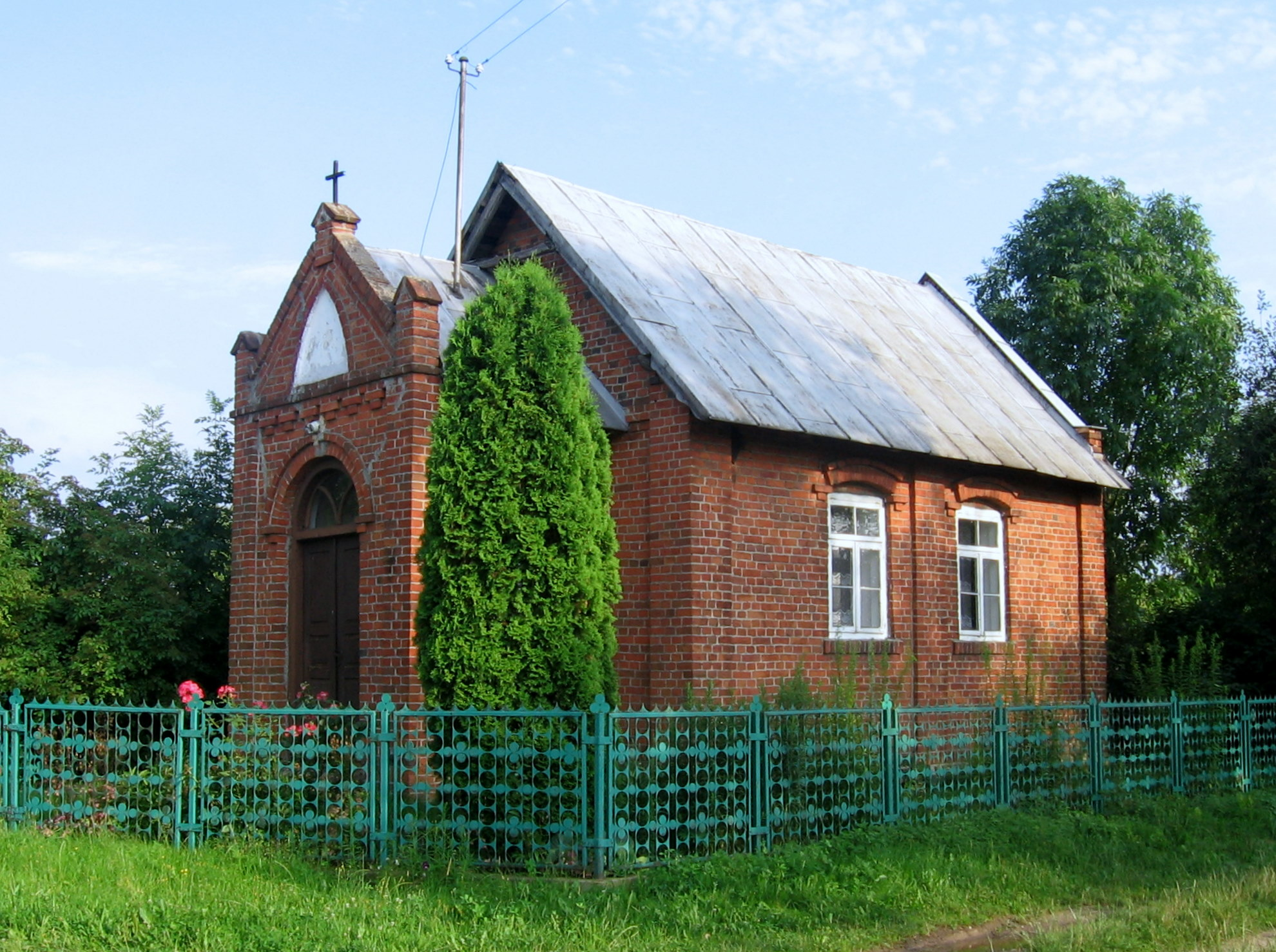
Turek